# Nechan Karakéhéyan
Neshan Karakéhéyan I.C.P.B. (Sinh 1932; biến thể:Nechan Karakéhéyan) là một giám mục người Armenia của Giáo hội Công giáo nghi lễ Armenian, trực thuộc Giáo hội Công giáo Rôma. Ông nguyên là Đại diện Thượng phụ Giáo phận Ispahan từ năm 2005 đến năm 2015. Trước đó, ông đảm nhận nhiều vai trò khác như Giám mục chính tòa Giáo phận Ispahan và Giám mục Toàn vùng Hy Lạp và Toàn vùng Đông Âu, nghi lễ Armenian.

## Tiểu sử
Giám mục Neshan Karakéhéyan sinh ngày 17 tháng 4 năm 1932 tại Pirea, thuộc Armenia. Sau quá trình tu học dài hạn tại các cơ sở chủng viện theo quy định của Giáo luật, ngày 2 tháng 7 năm 1960, Phó tế Karakéhéyan, 28 tuổi, tiến đến việc được truyền chức linh mục. Tân linh mục trở thành thành viên của Institut du Clergé Patriarcal de Bzommar [viết tắt là I.C.P.B.]. Năm 1991, ông trở thành Đại diện Hy Lạp của Giáo hội nghi lễ Armenian.
Với hơn 40 năm kinh nghiệm trong công tác mục vụ, ngày 27 tháng 9 năm 2000, tin tức từ phía Tòa Thánh loan báo rằng Giáo hoàng đã tuyển chọn linh mục Neshan Karakéhéyan, 68 tuổi, làm Giám mục, cụ thể là Giám mục chính tòa Giáo phận Ispahan, nghi lễ Armenian, có địa giới tại Iran. Buổi lễ truyền chức cho vị giám mục tân cử bị trì hoãn khá lâu và cử hành vào ngày 28 tháng 1 năm 2001, với sự chủ sự nghi thức truyền chức bởi ba giáo sĩ cấp cao. Chủ phong cho tân giám mục là Thượng phụ Nerses Bedros XIX Tarmouni, thượng phụ Tòa Thượng phụ Cilicia thuộc nghi lễ Armenian. Hai giáo sĩ khác với vai trò phụ phong là Giám mục Grégoire Pierre XX Ghabroyan, I.C.P.B., Giám mục chính tòa Giáo phận Sainte-Croix-de-Paris , nghi lễ Armenian và Giám mục Manuel Batakian, I.C.P.B., Đại diện Thượng phụ Giáo hội nghi lễ Armenian tại Canda và Hoa Kỳ.
Ngày 7 tháng 1 năm 2003, ông được chọn làm Giám mục Giám quản Giáo hội nghi lễ Armenian tại Hy Lạp. Hai năm sau, ngày 2 tháng 4 năm 2005, Giám mục Karakéhéyan được chọn làm Tổng giám mục Toàn quyền Đông Âu, nghi lễ Giáo hội nghi lễ Armenian với chức danh Tổng giám mục Hiệu tòa Adana degli Armeni. Đồng thời, ông còn là Giám quản của Giáo phận Ispahan cho đến ngày 1 tháng 10 năm 2015.
Tổng giám mục Neshan Karakéhéyan từ nhiệm nhiệm vụ tại Đông Âu vào ngày 6 tháng 1 năm 2010, ở tuổi 78. Ngày 21 tháng 3 năm 2015, ông từ nhiệm thêm vị trí tại Hy Lạp.